# پتنیکا
پتنیکا (به لاتین: Petnjica) یک منطقهٔ مسکونی در مونته‌نگرو است که در شهرداری پتنیکا واقع شده‌است. پتنیکا ۸۵۱ متر بالاتر از سطح دریا واقع شده‌است.